# Microsoft Visio
Microsoft Visio (auparavant nommé Microsoft Office Visio) est un logiciel de diagrammes et de synoptiques pour Windows qui fait partie de la suite bureautique Microsoft Office mais se vend séparément. Il permet de créer des diagrammes et organigrammes, des plans d'architectes (2D) ou techniques (circuits), des réseaux de PERT ou encore des diagrammes IDEF0. Dans Visio, les graphiques utilisés pour créer des diagrammes sont vectoriels.
Les versions Standard et Professionnel de l'édition 2007 partagent la même interface, mais la seconde permet de faire des diagrammes plus avancés, grâce à des modèles supplémentaires. Cette version (Pro, y compris les versions ultérieures) offre également une fonctionnalité qui permet aux utilisateurs de relier facilement leurs diagrammes à un grand nombre de sources de données et d'afficher les informations recueillies graphiquement.
Visio 5 est devenu le produit « Microsoft Visio 2000 » quand Microsoft a acquis la société Visio Corporation le 7 janvier 2000 pour 1,3 milliard de dollars.
Un plugin Visio, sous la forme d'un contrôle ActiveX, permet de lire les documents depuis Internet Explorer[Lequel ?].

## Versions
Visio a démarré en tant que logiciel autonome. Après l'acquisition de la société Visio Corporation en 2000, le logiciel a été intégré dans la suite Microsoft Office, en tant qu'achat complémentaire.
- Visio 1.0 (Standard, Lite, Home)
- Visio 2.0
- Visio 3.0
- Visio 4.0 (Standard, Technique)
- Visio 4.1 (Standard, Technique)
- Visio 4.5 (Standard, Professionnel, Technique)
- Visio 5.0 (Standard, Professionnel, Technique)
- Visio 2000 (6.0 ; Standard, Professionnel, Entreprise)
- Visio 2002 ou Visio XP (10.0 ; Standard, Professionnel)
- Visio Enterprise Architects 2003 (VEA 2003) (basé sur Visio 2002 et inclus avec Visual Studio .NET 2003 Enterprise Architect)
- Office Visio 2003 (11.0 ; Standard, Professionnel, Enterprise Architects)
- Office Visio Enterprise Architects 2005 (VEA 2005) (basé sur Visio 2003 et inclus avec les éditions de Visual Studio 2005 Team Suite et Team Architect)
- Office Visio 2007 (12.0 ; Standard, Professionnel) (disponible depuis le 30 novembre 2006)
- Office Visio 2010 (Standard, Professionnel, Premium)
- Office Visio 2013 (Standard, Professionnel)
- Office Visio 2016 (Standard, Professionnel, Pro pour Office 365 (abonnement) : comparatif officiel ici). Disponible depuis le 01/10/2015 (in English).
- Office Visio 2019 (Standard, Professionnel) (Lisez ce blog pour les nouvelles fonctionnalités)

## Formats de fichiers
Les formats de fichiers initiaux sont les suivants :
- .CDC
- DCD
- .VSS
- .VST
- .VDX
- .VSX
- .VTX

L’adoption de la norme Open XML par Microsoft a fait naitre trois nouveaux formats :
- .VSDX
- .VSSX
- .VSTX

## Logiciels compatibles
- Calligra Suite
- ConceptDraw
- Dia
- GraphMake
- Inkscape (import uniquement)
- LibreOffice depuis sa version 3.5 (import uniquement)
- LucidChart
- OmniGraffle (OS X et iOS uniquement)
- Pencil
- Scribus depuis la version 1.5

#### Visio 2013
- Myriam Gris, Microsoft Visio 2013, Paris, ENI Éditions, coll. « Référence Bureautique », 2013, 399 p. (ISBN 978-2-7460-8305-9, présentation en ligne)
- Scott A. Helmers, Microsoft Visio 2013, Sebastopol, Microsoft Press, coll. « Step by Step », 2013, 592 p. (ISBN 978-0-7356-6946-8, présentation en ligne)

#### Visio 2010
- Myriam Gris, Microsoft Visio 2010, Paris, ENI Éditions, coll. « Référence Bureautique », 2012, 401 p. (ISBN 978-2-7460-7163-6, présentation en ligne)
- Scott A. Helmers, Microsoft Visio 2010, Sebastopol, Microsoft Press, coll. « Step by Step », 2011, 470 p. (ISBN 978-0-7356-4887-6, présentation en ligne)

#### Visio 2007
- Olivier Le Frapper, Microsoft Visio 2007, Paris, ENI Éditions, coll. « Référence Bureautique », 2007, 283 p. (ISBN 978-2-7460-3900-1, présentation en ligne)
- Judy Lemke, Microsoft Office Visio 2007, Redmond, Microsoft Press, coll. « Step by Step », 2007, 336 p. (ISBN 978-0-7356-2357-6, présentation en ligne)
- Mark H. Walker, Microsoft Office Visio 2007, Redmond, Microsoft Press, coll. « Inside Out », 2007, 976 p. (ISBN 978-0-7356-2329-3, présentation en ligne)